# Sennichimae-lijn
De Sennichimae-lijn (千日前線, Sennichimae-sen) is een van de lijnen van de Metro van Osaka in Japan. De lijn is vernoemd naar de Sennichimae-dori, een straat in Osaka waarlangs de lijn grotendeels loopt. De lijn loopt van west naar oost (hoewel zowel het eerste als het laatste stuk van noord naar zuid lopen) en heeft als kenmerken de letter S (waarmee de stations worden aangeduid) en de kleur roze. De Sennichimae-lijn is 12,6 km lang en heeft in verhouding tot haar lengte relatief veel stations. De lijn kruist alle metrolijnen behalve de Nanko Port Town-lijn.

## Geschiedenis
De Sennichimae-lijn werd net als een aantal andere lijnen aangelegd tijdens het tijdperk van de grote economische expansie van Japan. Nieuwe spoorlijnen en maatschappijen schoten als paddenstoelen uit de grond, waarop het gemeentelijke bestuur van Osaka besloot om zelf het openbaar vervoer in de stad uit te breiden om zo de winsten in eigen zak te kunnen steken. Men besloot het gebied tussen Noda, Namba en Tsuruhashi te verbinden, wat geleidelijk aan resulteerde in de huidige Sennichimae-lijn. De huidige lijn werd in 1981 voltooid.

## Toekomst
Sinds 1989 zijn er plannen om de lijn in oostelijke richting te verlengen richting het station Mito, maar wegens geldgebrek en de lage prioriteit is deze verlenging (nog) niet gerealiseerd.

## Stations
| Nummer | Station            | Japans     | Afstand | Verbindingen | wijk           | wijk |
| ------ | ------------------ | ---------- | ------- | --- | -------------- | ---- |
| S11    | Nodahanshin        | 野田阪神   | 0,0     | Hanshin: Hanshin-lijn (station Noda) JR West: JR Tozai-lijn (station Ebie) | Fukushima-ku   |      |
| S12    | Tamagawa           | 玉川       | 0,6     | JR West: Osaka-ringlijn (station Noda) | Fukushima-ku   |      |
| S13    | Awaza              | 阿波座     | 1,9     | Metro van Osaka： Chuo-lijn (C15) | Nishi-ku       |      |
| S14    | Nishi-Nagahori     | 西長堀     | 2,9     | Metro van Osaka: Nagahori Tsurumi-ryokuchi-lijn (N20) | Nishi-ku       |      |
| S15    | Sakuragawa         | 桜川       | 3,7     | Hanshin: Hanshin Namba-lijn Nankai: Koya-lijn | Naniwa-ku      |      |
| S16    | Namba              | なんば     | 4,5     | Metro van Osaka: Midosuji-lijn en de Yotsubashi-lijn Nankai: Nankai-lijn en de Koya-lijn Kintetsu: Kintetsu Namba-lijn Hanshin: Hanshin Namba-lijn JR West: Kansai-lijn (Yamatoji-lijn) | Chūō-ku        |      |
| S17    | Nippombashi        | 日本橋     | 5,2     | Metro van Osaka： Sakaisuji-lijn (K17) | Chūō-ku        |      |
| S18    | Tanimachi Kyūchōme | 谷町九丁目 | 6,1     | Metro van Osaka： Tanimachi-lijn (T25) | Tennoji-ku     |      |
| S19    | Tsuruhashi         | 鶴橋       | 7,2     | JR West: Osaka-ringlijn Kintetsu: Kintetsu Osaka-lijn | Tennoji-ku     |      |
| S20    | Imazato            | 今里       | 8,7     | Metro van Osaka： Imazatosuji-lijn (I21) | Higashinari-ku |      |
| S21    | Shin-Fukae         | 新深江     | 9,6     | | Higashinari-ku |      |
| S22    | Shōji              | 小路       | 10,6    | | Tennoji-ku     |      |
| S23    | Kita-Tatsumi       | 北巽       | 11,5    | | Tennoji-ku     |      |
| S24    | Minami-Tatsumi     | 南巽       | 12,6    | | Tennoji-ku     |      |